# Baumier du Pérou
Pour les articles homonymes, voir Baumier (homonymie).
Myroxylon balsamum
Espèce
Classification phylogénétique
Le baumier du Pérou (Myroxylon balsamum) est une espèce de plantes à fleurs de la famille des Fabacées C'est un arbre originaire d'Amérique (Nord, Sud et centrale).
Nom scientifique : Myroxylon balsamum (L.) Harms (synonyme : Toluifera pereirae Baill.)

Famille : Fabacées ou Légumineuses, sous-famille de Faboideae, tribu des Sophoreae.
Nom vernaculaire : baumier du Pérou; en espagnol : bálsamo del Perú
Le nom de baumier du Pérou s'applique spécifiquement à la variété pereirae (Myroxylon balsamum (L.) Harms var. pereirae (Royle) Harms, synonyme Myroxylon pereirae (Royle) Klotzsch). Ce nom vernaculaire est inexact, l'arbre ne se trouvant pas au Pérou, mais principalement en Amérique Centrale, au Salvador. Le nom s'explique par le fait que le baume était autrefois exporté par un port du Pérou, Callao.

## Description
C'est un arbre ayant 15 à 20 mètres de haut, au tronc élancé revêtu d'une écorce grisâtre.
Les feuilles composées, imparipennées, comptent une dizaine de folioles et sont alternes.
Les fleurs, blanches, petites, sont réunies en grappes insérées à l'aisselle des feuilles.
Le fruit est une gousse particulière de 5 à 6 cm de long aplatie et ailée, renflée à son extrémité où se trouve l'unique graine.
Toute la plante (branches, tronc, feuilles, fruits) contient des canaux secréteurs qui laissent exsuder une résine liquide appelée « baume » de couleur brun rouge.
Ce baume du Pérou est aussi appelé baume de San Salvador, baume noir, baume des Indes, ou Peru balsam .

## Allergies
De nombreux arômes et parfums contiennent du baume du Pérou. Il peut provoquer des rougeurs, des gonflements, des démangeaisons et des cloques.

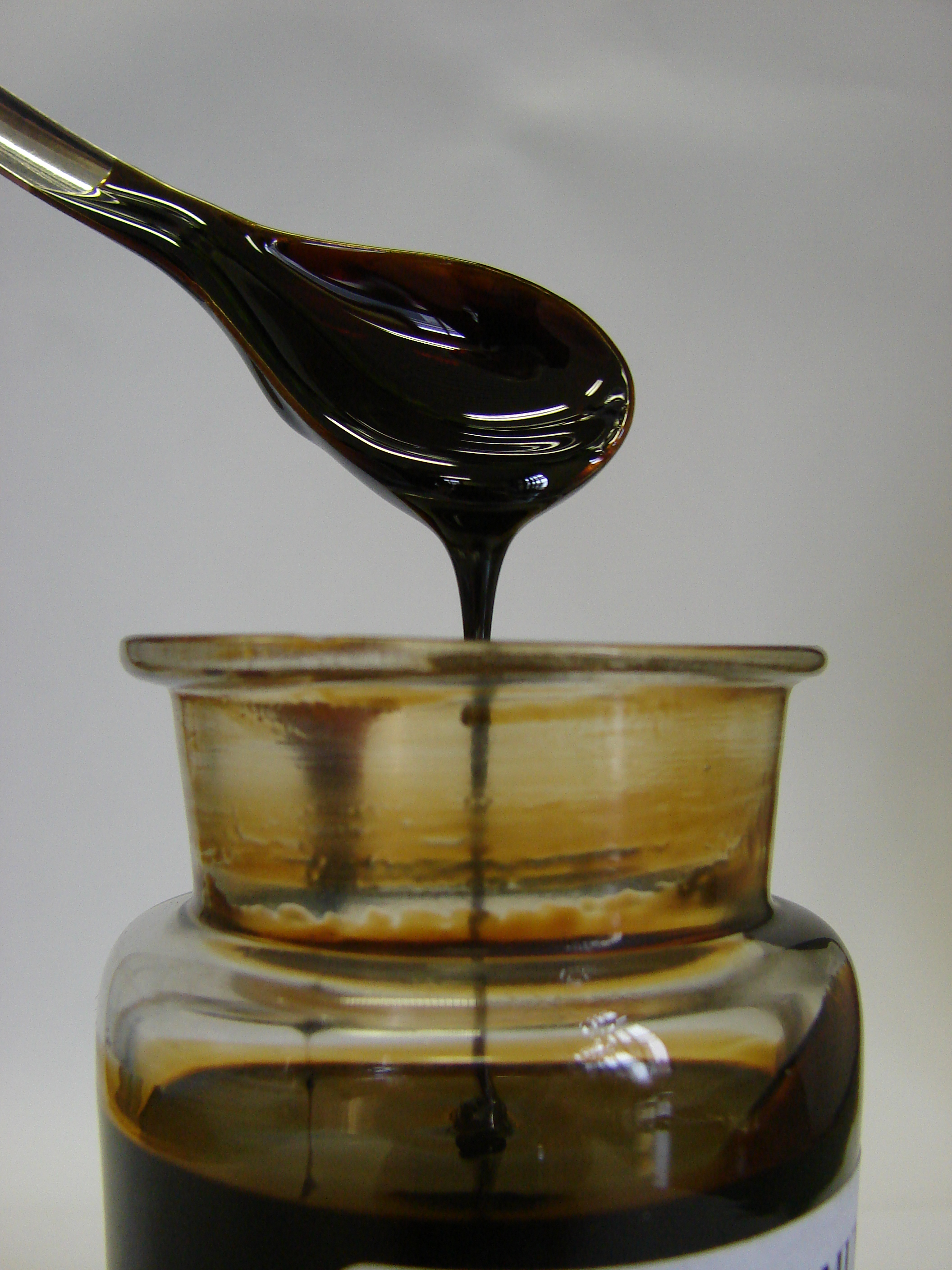
Flacon de baume de Pérou (variété Pereiræ)

C'est la 3e allergie la plus fréquente retrouvée en cas d'eczéma cutané, elle touche environ 1 % de la population générale.

## Distribution
C'est une espèce originaire d'Amérique du Nord: Mexique, d'Amérique centrale: Costa Rica, Nicaragua, Guatemala, El Salvador, et d'Amérique du Sud : Équateur, Colombie, Venezuela.

## Histoire
Selon une légende amérindienne, un arbre surgit de la terre lorsque quelques tribus en guerre firent finalement la paix.

## Utilisation
- Extraction de la résine (baume du Pérou), par incision du tronc.
- Cette résine est employée dans la parfumerie, l'industrie cosmétique et alimentaire, ainsi que la santé.
- On lui attribue aussi des propriétés antiseptique, cicatrisante, anti-douleur, anti-rhumatismale et antispasmodique.
- Allergisant